# Комісія Брундтланд
«Комі́сія Бру́ндтланд» (англ. Brundtland Commission) (також відома як Міжнародна (Світова) комісія з довкілля і розвитку (англ. World Commission on Environment and Development (WCED))) — незалежна комісія, голова якої — Гро Гарлем Брундтланд, міністр довкілля, а потім прем'єр-міністр Норвегії — була призначена Генеральним секретарем ООН. Комісія працювала з 1984 по 1987 рр. і підготувала свою доповідь у вигляді книги «Наше спільне майбутнє», в основі якої лежала «Концепція  сталого розвитку» (опублікована російською мовою московським видавництвом «Прогрес» у 1989 р. під науковою редакцією С. Евтєєва і Р. Перельота).
Наголошується на необхідності взаємопов'язаного соціально-економічного та екологічного розвитку; при розгляді екологічної проблематики не можна обмежуватися тільки проблемами довкілля. Як підкреслює Г. Г. Брундтланд в передмові до доповіді ООН «Наше спільне майбутнє»:
 … це було б непоправною помилкою. Довкілля не існує в ізоляції від людської діяльності, від потреб і бажань людей. І спроби захистити його, що не беруть до уваги задоволення людських потреб, призвели до того, що в деяких політичних колах до цих спроб стали ставитися як до чогось наївного, відірваного від життя … Довкілля — це місце нашого життя, а розвиток — це наші дії щодо поліпшення нашого добробуту в ньому. Обидва ці поняття нероздільні" 
Саме такий підхід прийнятий за основу «Концепції сталого розвитку». Не одностороннє нарощування економіки, а забезпечення збалансованого, доведеного розвитку економіки та екології, точніше, соціально-економічного та екологічного розвитку, виходить на передній план.
Відповідно до даної концепції, люди повинні задовольняти свої потреби таким чином, щоб не порушувалися встановилися протягом мільйонів років основоположні заходи біосферних процесів, не ставилося під загрозу життя майбутніх поколінь.